# Kim Dong-Hyun
Kim Dong-Hyun (koreanska: 김동현), född 17 november 1981 i Suwon, är en sydkoreansk MMA-utövare som sedan 2008 tävlar i organisationen Ultimate Fighting Championship.